# Andrea Costa Imola
O Andrea Costa Imola Basket é um clube de basquetebol baseado em Imola, Itália que atualmente disputa a Série A2.  Manda seus jogos no PalaRuggi com capacidade para 2.000 espectadores.

## Histórico de Temporadas
| Temporada | Nível | Liga                 | Pos. | J     | PL  | Resultado         |
| --------- | ----- | -------------------- | ---- | ----- | --- | ----------------- |
| 1994-95   | 3     | Serie B d'Eccellenza | 2    | 14-8  |     | Promovido         |
| 1995-96   | 2     | Serie A2             | 10   | 15-17 | 1-2 | Oitavas de finais |
| 1996-97   | 2     | Serie A2             | 6    | 18-14 | 0-3 | Quartas de finais |
| 1997-98   | 2     | Serie A2             | 4    | 20-10 | 6-3 | Promovido         |
| 1999-00   | 1     | Serie A1             | 9    | 10-16 | 3-3 | Quartas de finais |
| 2000-01   | 1     | Serie A1             | 9    | 15-15 | 1-2 | Quartas de finais |
| 2001-02   | 1     | Serie A1             | 17   | 11-23 |     |                   |
| 2002-03   | 1     | Serie A              | 19   | 10-26 |     | Rebaixado         |
| 2003-04   | 2     | Legadue              | 13   | 10-22 |     |                   |
| 2004-05   | 2     | Legadue              | 14   | 10-20 |     |                   |
| 2005-06   | 2     | Legadue              | 6    | 17-13 | 1-3 | Quartas de finais |
| 2006-07   | 2     | Legadue              | 15   | 10-20 |     |                   |
| 2007-08   | 2     | Legadue              | 14   | 10-20 |     |                   |
| 2008-09   | 2     | Legadue              | 15   | 10-20 |     |                   |
| 2009-10   | 2     | Legadue              | 11   | 14-16 |     |                   |
| 2010-11   | 2     | Legadue              | 10   | 13-17 |     |                   |
| 2011-12   | 2     | Legadue              | 14   | 10-18 |     |                   |
| 2012-13   | 2     | Legadue              | 15   | 8-20  |     |                   |
| 2013-14   | 2     | DNA Gold             | 16   | 1-29  |     | Rebaixado         |
| 2014-15   | 3     | Serie A2 Silver      | 12   | 12-18 |     |                   |
| 2015-16   | 2     | Serie A2             | 4    | 19-11 | 4-5 | Quartas de finais |
| 2016-17   | 2     | Serie A2             | 13   | 11-19 |     |                   |
| 2017-18   | 2     | Serie A2             | 10   | 15-15 |     |                   |
| 2018-19   | 2     | Serie A2             | 10   |       |     |                   |

fonte:eurobasket.com